# Proteuxoa austera
Proteuxoa austera là một loài bướm đêm trong họ Noctuidae.